# إل دورادو

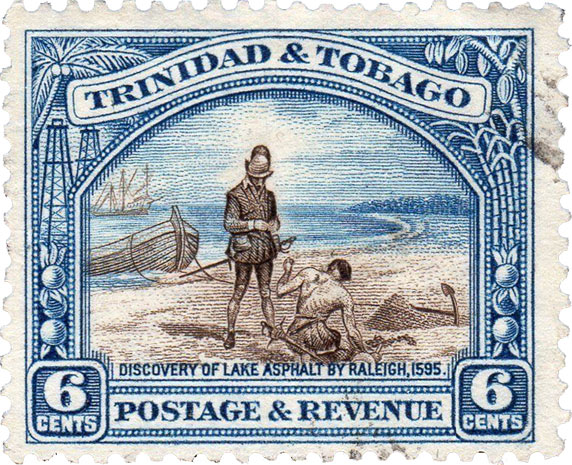

الدُّرادو أو (نقحرة: إل دورادو) (بالإسبانية: El Dorado) (وتعني المُذهّب أو الذهبي) هو الاسم الذي أطلق في البداية على ملوك أو زعماء الكهنة في إحدى قبائل أمريكا الجنوبية، إذ يقال أنه كان يغطي نفسه بغبار الذهب في احتفال ديني سنوي يقام قرب سانتا في دي بوغوتا، كولومبيا، وذلك قرب مدينة أسطورية تدعى مانوا Manoa أو أوموا Omoa في أرض خرافية حيث يوجد بها الذهب والأحجار الكريمة بوفرة تفوق الوصف. تختلف الأسطورة في رواياتها وبالذات ما يختص منها بمدينة مانوا، ولم يتم أبدا تتبع مصدرها الجوهري.

## البحث عن الدُّرادو
دفعت الأسطورة العديدين من المستكْشفين الأسبان في رحلة للبحث عن الذهب ومنيت جميعها بالفشل. ومن أشهرها الحملة التي قام بها دييغو دي أورداز، حيث روي أن الملازم مارتينيز، الذي رافقه في حملته، قد نجا من حادث تحطم سفينة وتوغل في الداخل وضيّفه الدُّرادو بنفسه في أوموا (1531). ورحلة فرانسيسكو دي أوريلانا (1540 - 41) الذي عبر نهر نابو إلى وادي نهر الأمازون؛ ورحلة فيليب فون هوتن (1541 - 45) الذي قاد فريق الاستكشاف من كورو على ساحل كاراكاس؛ وغونزالو خيمينيز دي كيسادا (1569) الذي بدأ من سانتا في دي بوغوتا (وهي بوغوتا الحالية).
استأنف السير والتر رالي البحث عام 1595 ووصف مانوا بأنها مدينة على بحيرة باريمي في غويانا. وقد وضعت هذه البحيرة على الخرائط الإنكليزية وغيرها من الخرائط حتى أثبت المستكشف الألماني ألكسندر فون هومبولت عدم وجودها.

## تراث إلدورادو
خلال هذا الوقت تحول اسم الدُّرادو ليصبح رمزا لكل مكان يمكن فيه اكتساب الثروة السريعة، وأعطي الاسم لمحافظة في كاليفورنيا ولمدن وبلدات في ولايات عديدة. وفي الأدب تظهر تلميحات عديدة عن الأسطورة وكانت مصدر وحي للعديد من الأعمال ومن أشهرها رواية فولتير الفلسفية كانديد (عام 1759)، وقصيدة جون ميلتون الملحمية الفردوس المفقود (عام 1667). تم إنتاج فيلم رسوم متحركة عام 2000 بأصوات كيفين كلاين وكينيث براناه بعنوان الطريق إلى الدُّرادو.

## ملاحظة
تحوي هذه المقالة معلومات مترجمة من الطبعة الحادية عشرة لدائرة المعارف البريطانية لسنة 1911 وهي الآن ضمن الملكية العامة.